# Râul Chițiu
Râul Chițiu este un curs de apă, afluent al râului Jiu. Se formează la confluența brațelor Pârleele și Corbu